# Papež Pavel IV.
Papež Pavel IV. OTheat (rojen kot Gian Pietro Carafa, izg.: Džan Pjetro Karafa; tudi Gianpietro), italijanski rimskokatoliški duhovnik, redovnik teatinec, škof, kardinal in papež, * 28. junij 1476, Capriglia (Neapeljsko kraljestvo; danes: Italija), † 18. avgust 1559, Rim (Papeška država; danes: Italija).

Papež je bil med letoma 1555 in 1559.

## Življenjepis

### Mladost in vzpon
Gian Pietro (tudi Gianpietro) se je rodil v eni najstarejših neapeljskih plemiških rodovin – Carafa dne 28. junija 1476 v Caprigli pri Avelinu. Oče je bil Giovanni Antonio, barone di Sant’Angelo della Scala, mati pa Vittoria Camponeschi. 

S 14-imi leti je pobegnil skupaj s svojo sestro v samostan sv. Dominika – k dominikancem – vendar ga je oče na silo vrnil domov; dovolil pa mu je študij teologije. Z 18-imi leti je postal klerik in odšel v Rim, da bi se hitro začel vzpenjati po cerkveni hierarhični lestvici pod varstvom in s spodbudo neapeljskega nadškofa, strica in kardinala Oliviera, ki je bil prefinjen gojitelj književnosti in mecen; on ga je uvedel tudi na dvor Aleksandra VI., kjer se je kmalu udomačil.
 
1503 je postal protonotar, 1504 škof v Chietiju. Julij II. ga je potrdil 1506 za odposlanca pri neapeljskem kralju Ferdinandu II., v Španiji; Leon X. pa za odposlanca pri Henriku VIII. (1513-14) v Angliji. Kardinal je postal 1536, inkvizitor pa 1542.  

Odpovedal se je vsem bogatim nadarbinam in skupaj s sv. Kajetanom iz Tiene 1524 ustanovil red teatincev, ki mu je sam bil prvi vrhovni predstojnik. Mlada družba je hudo trpela med Plenitvijo Rima, pa se je nekaj njenih preostalih članov umaknilo v Benetke. Prodoren um Pavla III. je uvidel njihov pomen pri obnovi duhovščine, pa jih je povabil nazaj v Rim.  

Vse njegovo delovanje pred izvolitvijo in po izvolitvi za papeža se je osredotočilo na boj zoper herezijo in na cerkveno prenovo. Temu je služila ustanovitev teatincev, ki so si zadali za nalogo, da bodo vpeljali v katoliško družbo drugačen in strožji način življenja. V Benetkah, kamor je pribežal skupaj s svojimi sobrati, mu številne politične obveznosti niso dopuščale, da bi se kaj bolj posvečal omejevanju protestantizma. Klemenu VII. je 1532 predložil med drugim, da naj zaupa inkvizicijo škofom ali nuncijem ter jo odvzame redovnikom; 1537 pa so kardinali pazljivo poslušali njegove prenovitvene predloge. Pri dosegi svojih ciljev ni poznal obzira niti do vladarjev niti do prelatov.  

Ko ga je 1536 Pavel III. imenoval za kardinala, mu je zaupal tudi vodstvo inkvizicije. Kot ostijski kardinal-škof je bil obenem dekan kardinalskega zbora. 

### Ustanovitevteatincev
Odpovedal se je vsem bogatim nadarbinam in skupaj s sv. Kajetanom iz Tiene 
 1524 ustanovil red teatincev, ki mu je sam bil prvi vrhovni predstojnik. Mlada družba je hudo trpela med Plenitvijo Rima, pa se je nekaj njenih preostalih članov umaknilo v Benetke. Prodoren um Pavla III. je uvidel njihov pomen pri obnovi duhovščine, pa jih je povabil nazaj v Rim. 
Pod Hadrijanom VI. je sodeloval pri prenovi rimske kurije; kmalu pa se je enako lotil načrta Klemena VII. v luči svetega leta 1525, ko je dobil za nalogo izpraševanje novih škofov in skrb za versko izobrazbo rimske duhovščine. V tem času je v njem dozorela misel, da bo prenovo lahko prinesla le nova redovna družba, ki se bo zmogla ustavljati širjenju herezije. Zato je skupaj s Kajetanom 1524 ustanovil regularne klerike (teatince), ki so se usidrali v Rimu; njim je podaril vse svoje premoženje – odpovedavši se tudi vsem škofijam. Po papeževi zahtevi pa je zadržal škofovske naslove. Do 1527 je bil njihov vrhovni predstojnik, ko ga je zamenjal Kajetan Tienski. 
Strogo urejeni so teatinci zbirali duhovnike. Čeprav so delovali v svetu, niso imeli posebnih pravil in so bili odvisni neposredno od pontifika. Po nravni zahtevnosti so se ločili od drugih, pa tudi po zagnani delavnosti zoper heretike. To je sprožilo odpor: chietino je postal soznačnica za narejeno in zagnano pobožnjakarstvo. 

### Važnejše cerkvene službe
- 30. julija 1505 je bil imenovan za škofa Chietija;
- Škofovsko posvečenje je prejel 18. septembra istega leta.
- 20. decembra 1518 je bil imenovan za nadškofa Brindisija; s tega položaja je odstopil 8. avgusta 1524.
- 22. decembra 1536 je bil povzdignjen v kardinala;
- 15. januarja 1537 je postal kardinal-duhovnik pri San Pancrazio,
- 20. junija 1537 nadškof Chietija;
- 24. septembra 1537 kardinal-duhovnik pri San Sisto,
- 6. julija 1541 kardinal-duhovnik pri San Clemente in
- 24. septembra 1543 kardinal-duhovnik pri Santa Maria in Trastevere;
- 17. oktobra 1544 je postal kardinal-škof Albana
- 8. oktobra 1546 škof Sabine
- 22. februarja 1549 je bil imenovan za nadškofa Neaplja;
- 28. februarja 1550 je postal kardinal-škof Frascatija;
- 29. novembra 1553 pa škof Porta in Sante Rufine
- 11. decembra 1553 kardinal-škof Ostije. [11]

## Papež

### Izvolitev - pravi preplah
15. maja 1555 je vstopilo 43 kardinalov v konklave v zelo vznemirljivih in napetih okoliščinah. Pravkar so jih obvestili, da je Montluc, poveljnik francoskih sil v Italiji, prišel do Rima in obkolil Vatikan zahtevajoč izvolitev, ki bo ustrezala politiki njegove dežele, medtem ko je Strozzi  zbiral vojaštvo po Rimu in okolici, da bi vplival na volivce, naj izvolijo cesarju všečnega kandidata. Na srečo pa so Montluca odpoklicali v Francijo, Strozzi pa je dobil opomin iz Florence, naj ohladi svojo vročekrvnost; sedaj so se torej lahko volitve v miru začele.  23. maja 1555 je bil končno v konklavu  izvoljen za papeža, nakar je bil 26. maja umeščen in kronan.
Ko je Neapoljčan kardinal-Carafa, prvi pravi bojeviti prenovitveni papež, Pavel IV., zasedel prestol, se je Cerkev nahajala v obupnem položaju. Zdelo se je, da so papežu ostali zvesti samo južni deli Evrope: Pirenejski polotok in Italija. Po Franciji, Avstriji in Madžarski, tudi po Poljski je reformacija napredovala;  vzhodno in severno pa je dokončno zmagala. V teh razmerah se je uveljavila s Pavlom IV. strogo katoliška smer tudi v Rimu. Ko je Koncil ustvaril dogmatično cerkveno enotnost, je začelo papeštvo izkoreninjati herezijo. Pavel IV. je kardinale zopet napravil za duhovnika, ko so prej bili knezi. 
Gianpietro Carafa je bil star 79 let, vendar ni bil onemogel starček; ko je hodil vitek, suhljat, sama kost in koža, se je zdelo, da se ne dotika tal. Bil je temeljito izobražen – znal je italijansko, latinsko, grško, hebrejsko in špansko – in posedoval izreden spomin. Kot zmernež pri mizi je bil enako zmeren v svojem načinu življenja; nihče ni mogel na njegovi osebi najti kaj spotakljivega. Edina njegova popustljivost je bilo vino, ki ga je pil med dnevnima obrokoma; bilo je tako močno in žilavo, črno in gosto, da bi ga lahko rezal. 
Pavlova izvolitev je slehernika presenetila, kajti maloštevilni so ga spoštovali, mnogi sovražili, bali pa še številnejši. Sveti Ignacij Lojolski je vztrepetal, ko je zvedel za to novico; Karel V. je pretpel hud napad zlatenice  njegov odposlanec v Rimu, Juan Manriquez, in kardinal Pedro Pacheco sta uporabila vsa sredstva, da bi preprečila imenovanje;  in Juan de Mendoza, izredni odposlanec Karla V. pri prejšnjem papežu Marcelu II., se je menda srečal s Carafom iz oči v oči pred konklavom, da bi mu rekel, naj opusti sleherno upanje, da bo kdaj postal papež.  Toda 23. maja 1555 je bil  v konklavu izvoljen Carafa za papeža per acclamationem (by adoration) - brezizjemno. Pismo Toskanca Camaianija florentiskemu vojvodu Cosimu,  nam lahko pojasni tajno Carafovega uspeha.  
Carafova izvolitev je bila presenečenje: glede na njegov trd, strog in neupogljiv značaj, povezan s starostjo in njegovim domoljubjem je bilo pričakovati, da bo visoko čast odklonil; očitno pa je sprejel izvolitev ravno zato, ker se je cesar Karel V. uprl njegovi izvolitvi. Kakor hitro je zasedel papeški prestol, je potrdil svoj trd in nepopustljiv značaj do te stopnje, da si je osovražil vsa evropska kraljestva. Posebej si je prizadeval izgnati Habsburgovce iz Neapeljskega kraljestva; zategadelj se je povezal s Francijo in zvezal s Henrikom II. 1556 – ter začel vojno zoper Španijo. Vdor vojvoda od Albe pa ga je prisilil k porazu, da je moral podpisati Mir v Cavi 12. septembra 1557.

### Delovanje
Zagovorniki prenove Cerkve so se Carafove izvolitve razveselili, večina se je pa njegove izvolitve prestrašila, ker so ga poznali po njegovi neizprosni strogosti in politični nepopustljivi proti španski nadvladi. Pri obnovitvenem delu Pavel IV. ni maral nadaljevati koncila, ker se mu je zdelo njegovo delovanje z dolgoveznimi razpravami prepočasno in neučinkovito, ampak je skušal Cerkev reformirati z neposrednimi posegi. Sam si je pri tem postavljal ovire s svojo kaj malo posrečeno politiko in z nebrzdanim nepotizmom, ki pa ni bil posledica družinske navezanosti, ampak protišpanske usmerjenosti. Poleg tega pa je postajal z leti vedno bolj nezaupljiv do svojih sodelavcev. Tako je za kardinala imenoval med drugimi nečaki tudi Karla, ki pa je svoj položaj tako zlorabljal, da ga je moral 1559 odstaviti. Po papeževi smrti je zaradi tega v Rimu izbruhnil pravi upor. 

### Inkvizicija
Zelo strogo je izvajal inkvizicijo, ki se je 1556 lotila celo tako neoporečnih mož kot sta bila npr. kardinala Pole in Morone. Kraljica Marija je posredovala in je tako rešila Pola usode, ki je zadela njegovega prijatelja Moroneja, ki ga je Pavel IV. zaprl zaradi sumničenja glede njegove pravovernosti; pod obtožbo krivoverstva ga je zaprl v Angelski grad; po papeževi smrti pa je Morone takoj dosegel prostost in rehabilitacijo. 
Prvi inkvizicijski postopek je zoper Moroneja sprožil Carafa kot veliki inkvizitor že 1552. 23.V.1550 se je Morone odpovedal škofijskemu sedežu v Modeni v korist dominikanca Foscherarija v zameno za letno vzdrževalnino; pet let pozneje pa ga je Julij III. imenoval za škofa v Novari. Po Foscherarijevi smrti (23.II.1564) je Morone ponovno postal škof v Modeni. Bila sta si prijatelja v škofovstvu, pa tudi v preganjanju sumničave inkvizicije.
1555 je bil Morone povabljen kot papeški odposlanec (nuncij) na  Augsburški državni zbor, vendar ga je nenadna smrt Julija III. in izvolitev Pavla IV. prisilila, da se je vrnil v Italijo, kjer ga je novi papež obtožil za herezijo glede na mašno daritev. Papež Pavel IV. je začel obračunavati s tako imenovanimi spirituali (duhovnimi), ki jih je spravil za rešetke med 1557 in 1558; med drugimi so bili zaprti Morone, nadškof Otranta Di Capua, škof Heronise (na Kreti) Verdura, že omenjeni E. Foscherari, vitez Galeota in plemič Spadafora. Zoper Moroneja so začeli proces zaradi suma glede njegovega verovanja o opravičenju po veri in glede češčenja svetnikov in relikvij. Zaprli so ga 31. maja 1557 v Angelski grad. Resnici na ljubo, obtožbe zoper njega so kmalu nato umaknili; ponosni škrlatnik pa je zahteval uradno opravičilo od papeža, ki pa ni prišlo: zato je bilo možno, da bo osvobojen šele po smrti Pavla IV., 18. avgusta 1559. Novi papež, Pij IV. (1559-1565) ga je popolnoma oprostil vseh odbtožb 1560, a 1563 ga je povabil za predsednika koncilske komisije v Trident. 

### Index librorum prohibitorum
Uvedel je strogo cenzuro knjig in 1559 objavil prvi seznam prepovedanih knjig - Index librorum prohibitorum. V svojem kratkem pontifikátu je Pavel IV. sicer razočaral pričakovanja mnogih prenoviteljev, vendar je s svojimi, čeprav dostikrat preostrimi posegi, tudi v rimski kuriji utrl pot k prenovi Cerkve. 
Odtujil si je tudi Anglijo, ko je odrekel Elizabeti I. pravico do krone, češ da je nezakonska hči Henrika VIII.. Leto poprej je razglasil za neveljavnega obred duhovniškega in škofovskega posvečenja, ki ga je uvedel Edvard VI. in prakticiral Parker ; neveljavnost posvetitev je potrdil tudi Leon XIII. z bulo Apostolicae curae 1896. 
Papež je s svojo nepopustljivostjo pravzaprav pomagal protestantizmu v Angliji do zmage s tem, da je takoj zahteval vrnitev samostanskega in cerkvenega premoženja in oporekal Elizabeti I. pravico do angleškega prestola. 

### Žalosten konec papeževih nečakov
»Nepotizem Pavla IV. ni temeljil na družinski navezanosti in sebičnosti nekdanjih papežev, ampak je podpiral sorodnike zato, ker so se z njim ujemali v protišpanski usmerjenosti; v njih je gledal naravne zaveznike v boju,« pravi Ranke . Zategadelj je on, ki se je nekdaj kot kardinal tako boril zoper nepotizem, nečaka Karla Carafa, »čigar roke so bile do komolcev omadeževane s krvjo«, imenoval za kardinala in mu zaupal najpomembnejše zadeve; nečaka Giovannija je postavil za palianskega vojvoda, Antonia pa za montebellojskega grofa. Po koncu usodne vojne s Filipom II. Španskim, ki se je končala s porazom papeške vojske, in po mnogih zlorabah, so papežu odprli oči. Zgodilo pa se je takole:
Ko je papež 1559 v nekem konzistoriju spodbujal obnovo, je kardinal Pacheco (1508-1579) njegovo podajanje prekinil s temile besedami:
»Sveti oče, obnovo je treba začeti pri nas samih!« - Ko ga je papež vprašal, na kaj misli, je razkril pregrehe njegovih sorodnikov; takrat se je nad njimi Pavel IV. tako razburil, da ga je deset dni mučila vročina, ter ni mogel niti jesti niti spati. Nato je znova slovesno naznanil konzistorij, kjer je razložil, da ni vedel za hudobije sorodnikov. Odvzel jim je visoke službe in jih skupaj z družinami pregnal v različne kraje. Bilo je že prepozno: ni si mogel znova pridobiti spoštovanja Rimljanov. Ta zavest je strla njegovo izredno duševno moč. Sorodnike-škrlatnike je z bulo Cum ex apostolatus officio obtožil krivoverstva in razkolništva, ter jim skupaj z nekaterimi drugimi kardinali odvzel aktivno in pasivno volilno pravico, več njih je pa vrgel v ječo. 
Zgodovina Carafovih pa se je žalostno končala pod papeževanjem Pavlovega naslednika Pija IV., ko je bila zapečatena s smrtno obsodbo Carla in Giovannija Carafa, dveh najvplivnejših nečakov Pavla IV. 28. avgusta 1559 – deset dni po smrti svojega strica – se je razširila govorica, da je palianski vojvoda Janez – v soglasju s svojim bratom, državnim tajnikom Karlom – umoril svojo nosečo ženo Violante d' Alife, osumivši jo prešuštva. Sojenje se je hitro sprevrglo v maščevanje proti rodbini Pavla IV. in njegovih nekdanjih sodelavcev. Končalo se je z izrekom smrtne kazni dne 5. marca 1561 Karlu, nekdanjemu kardinalu-nečaku, in Giovanniju, vojvodu v Palianu. Pij IV. ni storil ničesar, da bi ju rešil smrti; zavrnil je tudi prošnjo za pomilostitev, ki mu jo je poslal Filip II.  prek svojega veleposlanika Vargasa. 
O razpletu sojenja je ena najprodornejših prič - Da Mula – podal zelo podrobno poročilo.  Kardinala-državnega tajnika so zadavili v Angelskem gradu, vojvoda pa obglavili; za njunimi pomagači pa je izginila vsaka sled. 
Papež Pij IV. je torej nasledil Pavla IV; začetek svojega papeževanja je nakazal z dejanji velike strogosti do družine svojega predhodnika, saj je dal zadaviti kardinala Carafa, nečaka Pavla IV., in obglaviti njegovega brata, palianskega vojvoda. Paviani (Paciani) je razglasil, da je zvedel iz ust samega Pija IV., da se je lotil tega dejanja strogosti, da ne rečemo surovosti, ne iz želje po maščevanju, ampak z namenom, da bi poučil nečake prihodnjih papežev, naj ne zlorabljajo svojih prednosti in svoje oblasti.  
Obsodbo je razveljavil 1567 Pij V. kot nepošteno; glavnega tožnika je obsodil na smrt, ker je s krivim pričevanjem prevaral Pija IV. Od takrat so oprali njun spomin. 

## Dela
- »Documenta Catholica Omnia« (v latinščini). Pridobljeno 6. decembra 2011.

### Bule in okrožnice
- Apostolski odlok Ex Clementis z dne 1. julija 1555 potrjuje prejšnje določbe Martina V. glede apostolskega upravnika, ki mu je še razširil pooblastila;
- Preuredil je postopek za podeljevanje škofij in prenovil disciplino samostanov in meniških skupnosti od junija do avgusta 1555;
- Apostolski odlok Cum quorundam (1555) obsoja mnenje, ki pravi, da Jezus ni bil spočet po delovanju Svetega Duha, ampak po Jožefu, torej podobno kot vsi drugi ljudje[34];
- Cum nimis absurdum z dne 14. julija 1555 – bula zoper Jude – morali so bivati ločeno, se razlikovati po oblačenju, posamezna skupnost je mogla imeti le eno shodnico; judovski Geto v Rimu so obdali z obzidjem.
- Motuproprij Cum saepius z dne 9. januarja 1556;
- Bula Inter coeteras z dne 27. novembra 1557: prinaša ukrepe zoper prosilce nadarbin, ki se poslužujejo za njihovo pridobitev raznih zvijač, ko na primer ponarejajo podatke;
- 1558 je papež imenoval komisijo za prenovo misala in brevirja.
- Cum ex apostolatus officio z dne 15. februarja 1559 – razlaga, kdo more biti izvoljen za papeža; razglaša že vnaprej za nično papeško izvolitev heretika ali drugoverca, če bi do nje prišlo.

## Smrt in spomin

### Smrt in pokop
Pavel IV. je ob izvolitvi cvetel od zdravja kljub svojim visokim letom in Navigero ga je takole opisal: 
"Njegov značaj je suh in siten. Ima neverjetno težo in vzvišenost v svojem vedenju. Zdi se, da je rojen za zapovedovanje. Je zelo zdrav in krepak, same mišice in nič mesa. Njegovo izražanje in vse gibanje ima mladostno lahkoto. Kljub devetinsedemdesetim letom starosti se zdi, da po tleh bolj leti kot hodi. Ima dve telesni slabosti, grižo in vnetje; prvo zdravi z jemanjem zdravil, drugo pa premaguje z jedenjem sira parmezana."
Tak silak bi verjetno še dolgo živel, če ga ne bi na smrt razočarali njegovi nečaki, ki jim je v prevelikem zaupanju poveril visoke službe - oni pa so to zlorabili v popolnem nasprotju z njegovimi nameni o prenovi Cerkve. S svojo preveliko strogostjo in z njihovo razposajenostjo si je zapravil spoštovanje Rimljanov in sodelavcev. Ta zavest je strla njegovo izredno duševno moč: ni mogel več ne jesti ne spati, ter je začel naglo hirati. Poleg tega se je še v bolezni ostro postil. 
Umrl je 18. avgusta 1559. Po papeževi smrti je zaradi njegove prevelike inkvizitorske vneme, surove vladavine in samovoljnosti njegovih nečakov-kardinalov v Rimu izbruhnil pravi upor. Razjarjena množica je napadla palačo inkvizicije in jo zažgala, uničila tozadevne zapiske ter osvobodila 400 zapornikov. Na Kapitolu so njegov kip obglavili in ga vrgli v Tibero. Zaradi hudih tridnevnih neredov, ki so nastali v Rimu po njegovi smrti, so ga kanoniki brez slovesnosti pokopali v Baziliko sv. Petra, pozneje pa ga je dal njegov naslednik Pij V. prenesti v baziliko Santa Maria sopra Minerva v Rimu, kjer počiva v Carafovi kapeli. 

### Spomin v  književnosti
V Črni legendi je Stendhal podrobno opisal dogodke, ki so očrnili spomin nečakov Pavla IV. v romanu La Duchesse de Palliano (Vojvodinja de Palliano) .

## Ocena
- V svojem kratkem pontifikátu je Pavel IV. sicer razočaral pričakovanja mnogih reformatorjev, vendar je s svojimi, čeprav dostikrat malo posrečenimi posegi, v rimski kuriji utrl pot k prenovi Cerkve. [37]
- Kljub nekaterim dobrim potezam pa se je nad tem papežem uresničilo reklo, po katerem napravijo več škode in so torej bolj škodljivi neumni kot pa grešni (oblastniki). [38]
- Pavlu IV. je manjkala politična modrost; njegovo nepoznavanje človeške narave je povzročilo nasprotovanja, ki so postala usodna za uspeh njegovih načrtov. [39]
- Papežev strog odnos do svojih kardinalov se je razširil do nekaterih, Moroneja in Pola, ki sta bila, skrajno krivično, obravnavana kot krivoverca in celo zaprta. Končno pa je vendarle to papeževanje videlo začetek obnove v Rimu samem, brez katere bi bili celo koncilski odloki lahko ostali mrtva črka. Na samem koncu svojega življenja je napravil konec pohujšanju škofov-pohajačev. Ugotovil je, kot je bilo v navadi, jate škofov, ki so živeli v Rimu pod pretvezo zaposlenosti. Od 113 v 1556 je omejil njihovo število v 1559 na manj kot ducat. Ohranil je svoj oster način življenja in postil redno celo v svoji zadnji bolezni, kar je še pospešilo njegovo smrt. [40]

### Nehote je prispeval k širjenjuprotestantizma
Luteranski zgodovinar Ranke ga je takole ocenil:
Njegovo črtenje Špancev, in upanje, da bo postal osvoboditelj Italije, sta porinila celo Pavla IV. v načrte in dejanja skrajno posvetna; vodila sta ga do obdarovanja svojih sorodnikov s cerkvenimi deželami; povzročila sta povzdignjenje zgolj vojaških osebnosti do upravljanja čisto cerkvenih zadev; sta ga strmoglavila v nepomirljive spore in krvoločne sovražnosti. Dogodki so ga prisilili, da se je poslovil od tistega upanja in potlačil sovraštvo; na tej stopnji so se mu oči postopoma odpirale, da je uvidel grajevrednost take svoje usmeritve. Zoper te žaljivce – po bolečem spopadu s samim seboj – je prevladal Pavel in njegov strogi čut za pravico. Sedaj je začel vladati na način, ki so ga od njega najprej pričakovali. Z vihravo močjo, ki jo je poprej razvil v svojih sovražnostih in vojnah, se je vrnil k obnovi Države, in nadvse, k obnovi Cerkve. 
Vse posvetne službe, od najvišjih do najnižjih, so prešle v druge roke. Obstoječi župani in upravniki so zgubili svoje položaje; način, na katerega se je to godilo, je bil nekaj čisto edinstvenega. V Perugii na primer, je na novo imenovani upravnik prispel ponoči in ne da bi počakal svitanja, sklical starešine (anziani), pokazal svoja pooblastila, in jim takoj zapovedal, naj zaprejo prejšega upravnika, ki je bil navzoč. Ne pomni se, kateri papež je vladal brez nepotizma; Pavel IV. se tega ni držal. Položaje, ki so jih imeli v lasti doslej njegovi sorodniki, je podaril kardinalu Carpiju , vojskovodju Orsiniju  , ki je imel že prej veliko oblast pod Pavlom III., in drugim. Pavel IV. ni zamenjaval le oseb, ampak je popolnoma zamenjal način in značaj uprave. Uvedel je pomembne varčne ukrepe, in sorazmerno zmanjšal takse in prispevke. Dnevno je zahteval poročilo od upravnika. Javna opravila je izvajal z veliko pazljivostjo in ni trpel, da bi ostala kakršnakoli prejšnja zloraba.
Ne glede na zmedo, ki je vladala v zgodnjem delu njegovega papeževanja, Pavel IV. ni nikoli izgubil iz vida svojih prenoviteljskih načrtov; zdaj se jih je lotil z najbolj resno gorečnostjo in nevideno pazljivostjo. V cerkve je uvedel strožji red. Prepovedal je kakršnokoli beračenje. Celo miloščino za maše, ki jo je prej pobirala duhovščina, je odpravil; podobe, katerih vsebina ni bila primerna za cerkev, je odstranil. V njegovo čast so skovali svetinjo, ki je predstavljala Kristusa, ki izganja menjalce iz templja. Menihe, ki so živeli zunaj samostana (pohajače), je izgnal iz mesta in iz Papeške države. Papeški dvor se je pridružil rednim postom; zapovedal jim je, da morajo Veliko noč obhajati s prejemom svetega obhajila. Škrlatnike je prisili, da so morali občasno pridigati; Pavel sam je pridigal. Kolikor je najbolj mogel, je odpravil dobičkanosne kurijske zlorabe. Ni dal soglasja k praksi, da en človek uživa nadarbino, svoje dolžnosti pa za beraško ceno prepusti drugemu. 
Ni minil dan, kot se je sam bahal, a da ni izdal kakega odloka v svrho prenove Cerkve k njeni izvirni čistosti. Mnogo njegovih določb in odlokov je pozneje prevzel tudi Tridentinski koncil. To je počel, kot je bilo pričakovati, z vso njemu lastno neupogljivo naravo. 
Nad vse druge ustanove pa je podpiral Izsledništvo (Inkvizicijo), ki jo je on sam preuredil. Dovolil je, da so dnevi določeni za segnaturo in konsistorij minili neopazno; nikoli pa ni opustil četrtka, ko je zasedal izsledniški odbor (Congregazione d' Inquisizione) v njegovi navzočnosti. Želel je, da naj ta odbor izvaja svoja pooblastila s skrajno strogostjo. Ni dovolil nikakršnega obzira do oseb. Pred sodišče so bili poklicani najodličnejši plemenitaši; celo kardinala kot sta bila Morone in Focsherari, je dal vreči v ječo, ker je podvomil v njuno pravovernost, čeprav sta prav onadva raziskovala pravovernost v knjigah duhovnih vaj Ignacija Lojolskega. Prav Pavel IV. je uvedel praznik svetega Dominika v čast velikega inkvizitorja. 

Taka toga ostrost in najstrožja gorečnost za obnovo prvotnih navad sta postali vodilni silnici papeževanja. Zdi se, ko da je Pavel IV. popolnoma pozabil na svojo preteklost zaradi idej, ki so ga sedaj zaposlovale. Živel je in izvajal svoje reforme in svojo inkvizicijo, izdajal zakone, zapiral, izobčeval in zahteval priznanja veroizpovedi; te zadeve so izpolnjevale njegovo življenje. 

Jasno je, da so prejšnji spori med papeštvom in španskim cesarstvom prispevali bolj kot katerakoli stvar k utrditvi protestantizma v Nemčiji. Ko je Pavel IV. zasedel papeški prestol, je imel jasen pogled na pereče zadeve. Njegovi prvi napori naj bi se obrnili k obnovi miru; toda z vso zaslepljeno strastjo se je namesto tega zagnal v upor; v svojih posledicah je to na koncu privedlo do tega, da je s svojo zaletavo gorečnostjo nehote bolj podpiral širjenje protestantizma kot katerikoli od njegovih predhodnikov. 

### De fide Petri
Malahijeva prerokba pravi o njem, da izhaja Od Petrove vere (latinsko De fide Petri; angleško From Peter's faith). Temu sledi razlaga, da se je prej imenoval Janez 'Peter' Carafa. (latinsko Antea vocatus Joannes Petrus Caraffa; angleško Formerly called John Peter Caraffa) 
Za Pavla IV. je uporabljeno njegovo drugo krstno ime Peter (Pietro). ; . 